# Segismundo Casado
Pour les articles homonymes, voir Casado.
Segismundo Casado López, né à Nava de la Asunción (province de Ségovie) en 1893 et mort à Madrid en 1968, est un militaire espagnol. Loyal à la République durant la Guerre d'Espagne, le colonel Casado est l'auteur, début mars 1939, d'un putsch interne au camp républicain alors dirigé par Negrín en vue de négocier les conditions d'une reddition honorable.

## Biographie
Fils de militaire, il est admis à quinze ans à l'Académie de cavalerie de Valladolid. Franc-maçon, diplômé de l'État-Major, il est le commandant de l'escorte du Président de la République lorsqu'éclate la guerre civile.

### La Guerre civile

#### Le début de la guerre
Lorsque éclate la guerre civile, Casado se trouve à Madrid et se déclare loyal au gouvernement républicain. En septembre 1936, il est promu lieutenant-colonel. 

#### Organisation militaire
Entre octobre et novembre 1936, il entraîne et organise les Brigades Mixtes de l'Armée populaire (18 octobre). Ces brigades sont fortes de 4 000 hommes chacune. Six brigades sont créées :
- 1re aux ordres du major Enrique Líster,
- 2e aux ordres du major Jesús Martínez de Aragón,
- 3e aux ordres de José Maria Galá composée de carabineros,
- 4e aux ordres du capitaine d'infanterie Eutiquiano Arellano formée de conscrits,
- 5e aux ordres de Fernando Sabio
- 6e aux ordres de Miguel Gallo Martínez composée de soldats de réserve.

#### Suite de la guerre
Il participe à la défense de Madrid, à la bataille du Jarama et à celle de Brunete. Il devient par la suite le chef des XVIIIe et XXIe corps de l'armée puis celui de l'Armée d'Andalousie. Le 17 mai 1938, sur le front d'Aragon, il est promu colonel et, en replacement du général Miaja, il est affecté au commandement de l'Armée du Centre.

#### L'opposition aux communistes

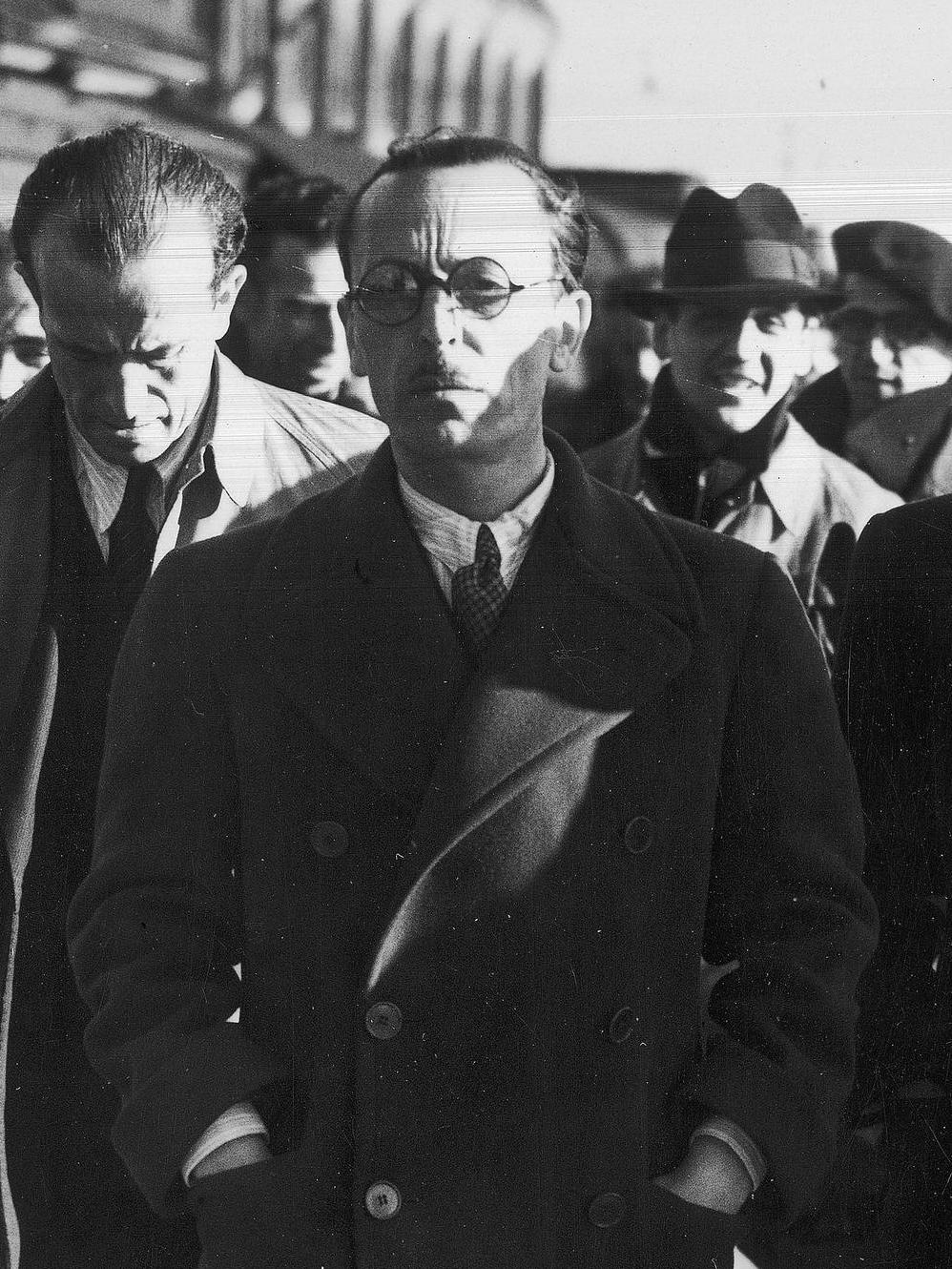
Segismundo Casado, 1939.

Farouchement opposé aux communistes pendant toute la guerre, il acquiert après l'offensive de Catalogne la conviction que la guerre est perdue et qu'il est inutile de poursuivre une lutte sans espoir, avec le vain sacrifice de civils et de soldats. Il estime que la poursuite des combats ne se ferait qu'au bénéfice de l'Union soviétique et, avec d'autres dirigeants du Front populaire, il fomente une rébellion contre le gouvernement de Negrín.
Cela commence le 1er février 1939. Sur les conseils de son frère César, lieutenant-colonel de cavalerie, il entre en contact avec Ricardo Bertoloty et Diego Medina. Il demande « les conditions de la capitulation de l'armée [républicaine] du Centre ». Il rencontre aussi les généraux républicains Miaja, Menendez et Matallanas à Valence (Valencia). Il maintient aussi des contacts avec divers agents britanniques dont Denis Cowan. Le souci de Casado était d'« empêcher des représailles » en assurant la reddition de la zone centrale. Les contacts se poursuivent et le 5 février il est contacté par un officier nationaliste que Casado prie d'obtenir de Brugos les conditions imposées par Franco. Mais il exigeait une reddition inconditionnelle. Casado prend conscience que la résistance devenait « criminelle et stérile ». Il semble que Negrin ait été informé de ce qui se tramait mais qu'il ne fit rien par lassitude et pour s'exonérer du désastre final.
Le Boletín Official des Estado publie le 3 mars une liste de promotions, dont celle de Casado au grade de général d'artillerie et celle de nombreux officiers communistes, signe d'une guerre appelée à se prolonger. Le 4 mars, convaincu que Negrín organise la prise du pouvoir par le PCE, Casado conduit un coup d'État contre le gouvernement légal de la seconde République, avec l'appui de la faction modérée du Parti socialiste ouvrier espagnol et l'adhésion des leaders anarchistes et d'une majorité des commandants de l'Armée Populaire Républicaine.

#### Le coup d'État
Dans la nuit du 5 au 6 mars 1939, Casado crée à Madrid le Conseil National de Défense, une junte militaire qui se substitue au gouvernement. Le général José Miaja rejoint la rébellion le 6 mars et ordonne l'arrestation des militants communistes de la ville. Pendant ce temps, dans la localité alicantine d'Elda, Negrín, qui se préparait à se réfugier en France avec son gouvernement, ordonne à l'officier communiste Louis Barceló Jover, commandant le Premier Corps de l'Armée du Centre, d'essayer de reprendre le contrôle de la capitale. Ses troupes entrent dans Madrid et, après un combat féroce de plusieurs jours, sont défaites le 12 mars par les anarchistes commandés par Cipriano Mera et se rendent en apprenant la fuite en France du gouvernement et des dirigeants du PCE.

#### La fin des hostilités
Casado négocie avec les dirigeants nationalistes pour obtenir des conditions honorables pour la reddition. Il déclare la capitulation officielle à onze heures du matin le 29 mars 1939.

### L'exil
Segismundo Casado part pour Valence puis Gandia pour y embarquer sur le navire britannique HMS Galatea pour Marseille. Fin 1939, il s'exile en Grande-Bretagne sans pouvoir retrouver sa famille avant 1951. Il part pour le Venezuela puis s'établit en Colombie.

### Le retour au pays
Casado revient en Espagne avec sa famille en 1961. Jugé pour soulèvement militaire, il est absous par le conseil de guerre mais échoue à réintégrer l'armée et à faire reconnaître son grade. Rejeté par le franquisme pour avoir servi la cause républicaine, Casado ne bénéficie pas pour autant de sympathies dans l'exil républicain à cause de son coup d'État, de son attitude antistalinienne, et de son refus d'adhérer à l'un des partis du Front populaire. Sa mort en 1968 d'une crise cardiaque dans un hôpital madrilène ne fait l'objet que d'entrefilets dans la presse espagnole.

## Ouvrages
- Organización del Ejército francés (1931)
- The Last Days of Madrid, Londres 1939
- Así cayó Madrid, mémoires publiés en Espagne en 1968, avec des corrections de la censure franquiste.